# فلتن
شهر فلتن (به آلمانی: Velten) در ایالت برندنبورگ در کشور آلمان واقع شده‌است.